# Гудин, Андрей Прохорович
Андрей Прохорович Гудин (1868 — не ранее 20 августа 1928) — капитан Северного речного пароходства, Герой Труда.

## Биография
Родился в 1868 году.
Работал капитаном судов на Северном речном пароходстве.
Первый двухпалубный пароход появился на Северной Двине в 1901 году. Это судно было построено коломенскими корабелами и названо «Учредителем». Капитаном его являлся известный на Севере Андрей Прохорович Гудин.

## Память
- В честь Гудина А. П. назван один из судов ММФ[2].

## Награды
- Герой Труда (20 августа 1928)